# Борисявичюс, Винцентас
Винце́нтас Борися́вичюс (Винцентас Борисевичюс, лит. Vincentas Borisevičius; 23 ноября 1887 года, деревня Бебернинкай, Паэжеряйская волость, Волковышский уезд — 12 ноября, Вильнюс) — Тельшяйский епископ Римско-католической церкви.

## Биография
Получил образование в Сейнской духовной семинарии и университете Фрибура (Швейцария). В 1910 году рукоположён в священники. С 1918 году — капеллан гимназии в Марьямполе, с 1922 года — профессор Сейнской духовной семинарии. С 1926 года — канцлер Тельшяйской курии, с 1927 года — профессор, затем ректор Тельшяйской духовной семинарии.
С 1940 года — вспомогательный епископ епархии Тельшяя и титулярный епископ Лизиаса, с 1944 года — епископ Тельшяйский. В 1945 году был арестован органами советской власти, подвергался пыткам, но виновным себя не признал. Был освобождён, но в 1946 году вновь арестован по обвинению в антисоветской деятельности и пропаганде и связях с литовским антисоветским подпольем.
Находился под следствием в Вильнюсе, 12 ноября 1946 года был приговорён к высшей мере наказания и через шесть дней расстрелян в Вильнюсской тюрьме. В 1999 году останки перезахоронены в крипте собора Святого Антония Падуанского в Тельшяй.

## Награды
- Большой командорский крест ордена Креста Витиса (24 сентября 1999 года, посмертно)[2]
- Крест Спасения погибающих (25 апреля 2003 года, посмертно)[3]